# Plectromerus fasciatus
Plectromerus fasciatus är en skalbaggsart som först beskrevs av Charles Joseph Gahan 1895.  Plectromerus fasciatus ingår i släktet Plectromerus och familjen långhorningar.
Artens utbredningsområde är:
- Montserrat.
- Martinique.

Inga underarter finns listade i Catalogue of Life.